# Natação na Universíada de Verão de 2025
A natação na Universíada de Verão de 2025 foi disputada nas piscinas do complexo esportivo do Velódromo, em Berlim, na Alemanha, entre 17 e 23 de julho de 2025.

## Calendário
| Natação | Julho | Julho | Julho | Julho | Julho | Julho | Julho | Julho | Julho | Julho | Julho | Julho | Eventos |
| Natação | 16    | 17    | 18    | 19    | 20    | 21    | 22    | 23    | 24    | 25    | 26    | 27    | Eventos |
| ------- | ----- | ----- | ----- | ----- | ----- | ----- | ----- | ----- | ----- | ----- | ----- | ----- | ------- |
|         |       | 3     | 5     | 7     | 5     | 6     | 7     | 9     |       |       |       |       | 42      |

|  | Dia de competição |  | Dia de final |

## Medalhistas

### Masculino
| Evento                  | Ouro                        | Prata                           | Bronze                      |                  |                  |                  |
| Individual              | Individual                  | Individual                      | Individual                  |                  |                  |                  |
| Nado Crawl/Livre        | Nado Crawl/Livre            | Nado Crawl/Livre                | Nado Crawl/Livre            | Nado Crawl/Livre | Nado Crawl/Livre | Nado Crawl/Livre |
| ----------------------- | --------------------------- | ------------------------------- | --------------------------- | ---------------- | ---------------- | ---------------- |
| 50m                     | USA Matthew Carl King       | ITA Giovanni Guatti             | LTU Jokubas Kebilys         |                  |                  |                  |
| 100m                    | USA Matthew Carl King       | RSA Pieter Theunis Coetze       | AIN Aleksandr Shchegolev    |                  |                  |                  |
| 200m                    | USA Jacob Ryan Mitchell     | AIN Nikolai Kolesnikov          | USA Baylor William Nelson   |                  |                  |                  |
| 400m                    | AIN Nikolai Kolesnikov      | MAL Khiew Hoe Yean              | USA Ryan James Erisman Jr   |                  |                  |                  |
| 800m                    | AIN Aleksandr Stepanov      | ITA Tommaso Griffante           | USA Ryan James Erisman Jr   |                  |                  |                  |
| 1500m                   | AIN Aleksandr Stepanov      | ITA Ivan Giovannoni             | ITA Davide Marchello        |                  |                  |                  |
| Nado Costas             |                             |                                 |                             |                  |                  |                  |
| 50m                     | RSA Pieter Theunis Coetze   | KOR Yoon Jihwan                 | USA Daniel Troxell Diehl    |                  |                  |                  |
| 100m                    | RSA Pieter Theunis Coetze   | USA William Christopher Modglin | USA Daniel Troxell Diehl    |                  |                  |                  |
| 200m                    | USA Daniel Troxell Diehl    | USA David Wayne King            | FRA Mathys Chouchaoui       |                  |                  |                  |
| Nado Bruços/Peito       |                             |                                 |                             |                  |                  |                  |
| 50m                     | ITA Federico Rizzardi       | JPN Reo Okura                   | POL Dawid Lukasz Wiekiera   |                  |                  |                  |
| 100m                    | KGZ Denis Petrashov         | POL Dawid Lukasz Wiekiera       | USA Benjamin Patrick Delmar |                  |                  |                  |
| 200m                    | USA Benjamin Patrick Delmar | HKG Mak Sai Ting Adam           | POL Dawid Lukasz Wiekiera   |                  |                  |                  |
| Nado Mariposa/Borboleta |                             |                                 |                             |                  |                  |                  |
| 50m                     | ITA Simone Stefani          | UZB Eldorbek Usmonov            | ITA Lorenzo Gargani         |                  |                  |                  |
| 100m                    | ITA Gianmarco Sansone       | GER Björn Kammann               | UZB Eldorbek Usmonov        |                  |                  |                  |
| 200m                    | USA Jack Andrew Dahlgren    | TPE Wang Kuan-Hung              | USA Mason Andrew Laur       |                  |                  |                  |
| Estilos/Medley          |                             |                                 |                             |                  |                  |                  |
| 200m                    | JPN Takumi Mori             | USA Mitchell Hancock Schott     | JPN Yuta Watanabe           |                  |                  |                  |
| 400m                    | JPN Takumi Mori             | JPN Riku Yamaguchi              | USA Baylor William Nelson   |                  |                  |                  |
| Estafetas/Revezamento   |                             |                                 |                             |                  |                  |                  |
| 4x100m livre            | USA Estados Unidos          | JPN Japão                       | BRA Brasil                  |                  |                  |                  |
| 4x200m livre            | USA Estados Unidos          | AIN Atletas Individuais Neutros | JPN Japão                   |                  |                  |                  |
| 4x100m medley           | USA Estados Unidos          | ITA Itália                      | JPN Japão                   |                  |                  |                  |

### Feminino
| Evento                  | Ouro                         | Prata                         | Bronze                        |                  |                  |                  |
| Individual              | Individual                   | Individual                    | Individual                    |                  |                  |                  |
| Nado Crawl/Livre        | Nado Crawl/Livre             | Nado Crawl/Livre              | Nado Crawl/Livre              | Nado Crawl/Livre | Nado Crawl/Livre | Nado Crawl/Livre |
| ----------------------- | ---------------------------- | ----------------------------- | ----------------------------- | ---------------- | ---------------- | ---------------- |
| 50m                     | USA Maxine Charlize Parker   | USA Julia McQueen Dennis      | RSA Olivia Nel                |                  |                  |                  |
| 100m                    | CHN Ai Yanhan                | FRA Lison Nowaczyk            | USA Maxine Charlize Parker    |                  |                  |                  |
| 200m                    | USA Cavan Viola Gormsen      | CHN Ai Yanham                 | USA Isabel Claire Ivey        |                  |                  |                  |
| 400m                    | POR Francisca Martins        | USA Cavan Viola Gormsen       | USA Michaela Aida Mattes      |                  |                  |                  |
| 800m                    | USA Mila Ilinishna Nikanorov | POR Francisca Martins         | JPN Ruka Takezawa             |                  |                  |                  |
| 1500m                   | USA Kate Morgan Hurst        | USA Genevieve Ann Jorgenson   | JPN Niko Aoki                 |                  |                  |                  |
| Nado Costas             |                              |                               |                               |                  |                  |                  |
| 50m                     | USA Leah Elizabeth Shackley  | USA Helen Kennedy Noble       | RSA Olivia Nel                |                  |                  |                  |
| 100m                    | USA Helen Kennedy Noble      | USA Leah Elizabeth            | KOR Lee Eunji                 |                  |                  |                  |
| 200m                    | USA Leah Elizabeth Shackley  | USA Helen Kennedy Noble       | KOR Lee Eunji                 |                  |                  |                  |
| Nado Bruços/Peito       |                              |                               |                               |                  |                  |                  |
| 50m                     | USA Emma Lebron Weber        | RSA Lara Van Niekerk          | POL Barbara Anna Mazurkiewicz |                  |                  |                  |
| 100m                    | USA Emma Lebron Weber        | POL Barbara Anna Mazurkiewicz | CAN Shona Branton             |                  |                  |                  |
| 200m                    | JPN Yumeno Kusuda            | JPN Yuyumi Obatake            | ESP Aina González             |                  |                  |                  |
| Nado Mariposa/Borboleta |                              |                               |                               |                  |                  |                  |
| 50m                     | CZE Daryna Nabojcenko        | AUS Josephine Crimmins        | ITA Viola Di Carlo            |                  |                  |                  |
| 100m                    | USA Leah Elizabeth Shackley  | HUN Beatriz Tankó             | AUS Josephine Crimmins        |                  |                  |                  |
| 200m                    | USA Tess Olivia Howley       | USA Lindsay Jane Looney       | ITA Paola Borelli             |                  |                  |                  |
| Estilos/Medley          |                              |                               |                               |                  |                  |                  |
| 200m                    | USA Leah Geneva Hayes        | USA Teagan McGuire O'Dell     | CAN Ashley McMillan           |                  |                  |                  |
| 400m                    | USA Leah Geneva Hayes        | USA Teagan McGuire O'Dell     | JPN Ayami Suzuki              |                  |                  |                  |
| Estafetas/Revezamento   |                              |                               |                               |                  |                  |                  |
| 4x100m livre            | USA Estados Unidos           | CHN China                     | ITA Itália                    |                  |                  |                  |
| 4x200m livre            | USA Estados Unidos           | CHN China                     | JPN Japão                     |                  |                  |                  |
| 4x100m medley           | USA Estados Unidos           | POL Polônia                   | ITA Itália                    |                  |                  |                  |

### Misto
| 4x100m livre  | USA Estados Unidos | JPN Japão   | RSA África do Sul |
| 4x100m medley | USA Estados Unidos | POL Polônia | RSA África do Sul |

## Quadro de Medalhas
| Atualizado em 22h 17min de 31 de julho de 2025 (UTC) | v d e |

| Ordem | País                            | Medalha de ouro | Medalha de prata | Medalha de bronze |    |
| ----- | ------------------------------- | --------------- | ---------------- | ----------------- | -- |
| 1     | USA Estados Unidos              | 27              | 12               | 11                | 50 |
| 2     | JPN Japão                       | 3               | 5                | 7                 | 15 |
| 3     | ITA Itália                      | 3               | 4                | 6                 | 13 |
| 4     | AIN Atletas Individuais Neutros | 3               | 2                | 1                 | 6  |
| 5     | RSA África do Sul               | 2               | 2                | 4                 | 8  |
| 6     | CHN China                       | 1               | 3                |                   | 4  |
| 7     | POR Portugal                    | 1               | 1                |                   | 2  |
| 8     | CZE Chéquia                     | 1               |                  |                   | 1  |
| 8     | KGZ Quirguistão                 | 1               |                  |                   | 1  |
| 10    | POL Polônia                     |                 | 4                | 3                 | 7  |
| 11    | KOR Coreia do Sul               |                 | 1                | 2                 | 3  |
| 12    | AUS Austrália                   |                 | 1                | 1                 | 2  |
| 12    | FRA França                      |                 | 1                | 1                 | 2  |
| 12    | UZB Uzbequistão                 |                 | 1                | 1                 | 2  |
| 15    | GER Alemanha                    |                 | 1                |                   | 1  |
| 15    | HKG Hong Kong                   |                 | 1                |                   | 1  |
| 15    | HUN Hungria                     |                 | 1                |                   | 1  |
| 15    | MAL Malaia                      |                 | 1                |                   | 1  |
| 15    | TPE Taipé Chinês                |                 | 1                |                   | 1  |
| 20    | CAN Canadá                      |                 |                  | 2                 | 2  |
| 21    | BRA Brasil                      |                 |                  | 1                 | 1  |
| 21    | ESP Espanha                     |                 |                  | 1                 | 1  |
| 21    | LTU Lituânia                    |                 |                  | 1                 | 1  |